# Castropodame (kommunhuvudort)
Castropodame är en kommunhuvudort i Spanien.   Den ligger i provinsen Provincia de León och regionen Kastilien och Leon, i den nordvästra delen av landet, 300 km nordväst om huvudstaden Madrid. Castropodame ligger 746 meter över havet och antalet invånare är 1 829.
Terrängen runt Castropodame är kuperad. Runt Castropodame är det ganska glesbefolkat, med 24 invånare per kvadratkilometer. Närmaste större samhälle är Ponferrada, 11,1 km väster om Castropodame. 